# Alfred Bader
Alfred Bader (28. dubna 1924 Vídeň – 23. prosince 2018 Milwaukee, Wisconsin) byl kanadský chemik, podnikatel, filantrop a sběratel umění.

## Životopis
Narodil se ve Vídni, jeho otec Alfred byl synem stavebního inženýra Moritze Badera z české židovské rodiny. Matka Elisabeth pocházela z maďarské katolické šlechtické rodiny Serényiových. Ve věku 14 let uprchl na konci roku 1938 z Rakouska obsazeného nacisty pomocí kindertransportu do Spojeného království, odkud se o dva roky později dostal do Kanady. Zde vystudoval chemii, které se pracovně věnoval i po skončení druhé světové války. V roce 1951 spoluzaložil chemickou firmu Aldrich Chemical Company, která se roku 1975 sloučila s podnikem Sigma Chemical Corporation do průmyslového gigantu Sigma-Aldrich, v jehož vedení také působil až do roku 1991, kdy odešel do důchodu.
Byl sběratelem uměleckých děl a filantropem. Hlásil se také ke svému českému původu, v roce 1994 založil Ceny Alfreda Badera, ocenění pro významné české chemiky do 35 let, které každoročně uděluje Česká společnost chemická. Baderovu cenu uděluje také britská RSC. V roce 2010 obdržel od českého ministra zahraničí ocenění Gratias Agit za šíření dobrého jména České republiky v zahraničí.